# Teaterfabriken

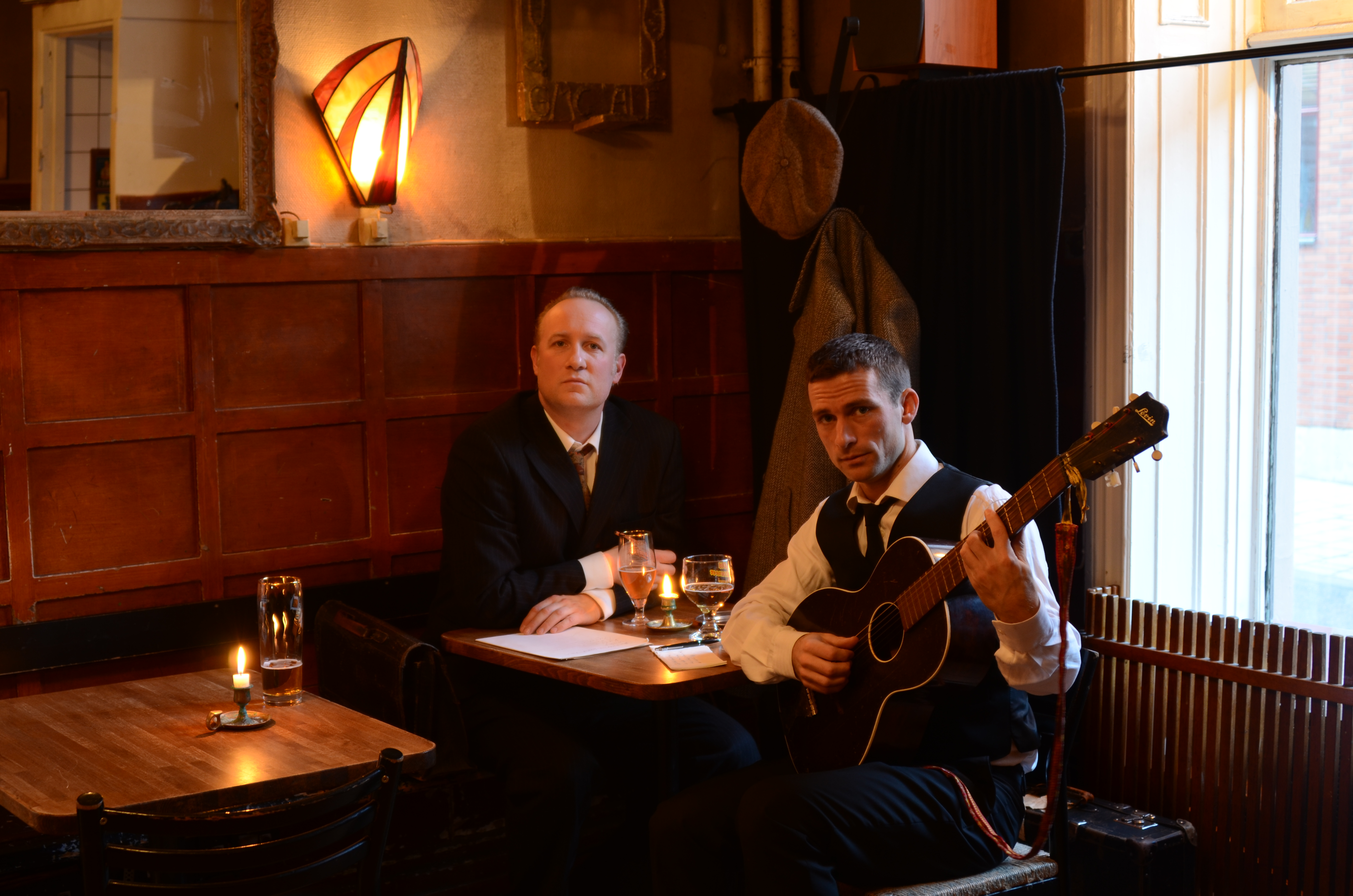
Nils Ferlin & KlaraBohemerna

Teaterfabriken är en fri teater med säte i Nacka. Teaterfabriken bildades 2009 och hade premiär 2010 med föreställningen Kolarhistorier av Dan Andersson. Teaterfabriken är en turnerande musikteater som arbetar i hela landet. Senaste föreställningen är Historien om Bellman

## Föreställningar
- Kolarhistorier
- Nils Ferlin & Klarabohemerna
- Historien om Bellman